# 沂源县
沂源县是山东省淄博市下辖的县，位于山东省中部的沂蒙山区之中，因沂河发源与此而得名。1944年由原沂水、蒙阴、临朐三县析置。
沂源县是革命老区之一，民风豪爽淳厚。县人民政府驻南麻镇振兴路61号。

## 歷史
1938至1939年，國民黨山東省政府曾駐魯村和東里店。
1947年6月25日-7月21日，發生解放軍損失慘重的南麻戰役。
1950年5月，改属沂水专区。
1953年8月，沂水专区撤销后改属临沂专区。
1978年7月，临沂专区改称临沂地区行政公署，沂源县属之。
1990年1月1日，沂源县划入淄博市。

## 人口
2021年，沂源县出生人数3765人，出生率6.57%；死亡人数3473人，死亡率6.06%，人口自然增长率0.51%。户籍人口总户数215631户，总人口572476人，其中男性290691人，女性281785人。

## 行政区划
沂源县下辖2个街道办事处、10个镇：
历山街道、南麻街道、鲁村镇、东里镇、悦庄镇、西里镇、大张庄镇、中庄镇、张家坡镇、燕崖镇、石桥镇和南鲁山镇。

## 交通
- 341国道过境。

## 特产
- 沂蒙全蝎：珍贵中药材之一，特征为2钳8足（其他地方的蝎子一般是2钳6足）。主产地有沂源、蒙阴。
- 沂蒙黑山羊：沂蒙黑山羊是山东省牧区优良羊种之一，属绒、毛、肉兼用型羊。主要特点是头短、额宽、眼大、角长而弯曲（95％以上的羊有角）。颔下有胡须，背腰平直，胸深肋圆，体躯粗壮，四肢健壮有力，耐粗抗病，合群性强。

沂蒙黑山羊的肉营养丰富，含蛋白质13.3%，脂肪4.6%，热量367卡。羊肉质柔软易于消化，一般健康人可消化羊肉中粗蛋白90％以上，脂肪98％以上。沂蒙黑山羊肉细嫩，色红均匀，膻味小，食用时味香而不腻口。含脂肪比牛肉多2倍，热量超过牛肉1倍多，含钙量比牛肉多50％，和猪肉差不多，含铁质比牛肉多1倍多，比猪肉多4倍，胆固醇含量低。富含多种微量元素，是肉食中的佳品，在国际市场上有一定声誉。屠宰率为44.2%。好的山羯羊屠宰率达57.7%。
该羊生长在沂蒙山区海拔较高的突出地带蒙山、鲁山及沂、沭河上游。这里气候温和，雨量充沛，树木、水草茂盛，饲料资源丰富。该山羊灵敏活泼、爱吃吊草，素有“山羊猴子”之称。它善于爬山，能在高山悬崖陡壁上放牧采食；喜高燥，爱干净，不吃污染饲草。饲养方式是长年放牧。抓膘期在农历七、八、九月份。
- 燕子石：燕子石又名蝙蝠石，学名三叶虫化石，生成于古生代寒武纪后期，距今已有五亿多年的历史，是早古生代的一种海洋动物化石，也是中国稀有的古生物化石之一。化石上三叶虫的形骸如春燕穿柳，似蝴蝶寻芳，浮雕般凝于岩板层面。沂源燕子石的主产地在燕崖乡。

## 旅游资源
- 沂源溶洞群：北方著名溶洞群，位于县城西北13公里的土门镇，鲁山南侧。在近五平方公里境内，有大小洞穴四十余个，称“江北第一溶洞群”。

- 千人洞：洞高30余米，地质上称为“山东一号洞”。曾在此发现沂源猿人的活动遗迹。目前仅余宽大的洞室。1990年代初期第一批开放的三个溶洞之一。
- 养神洞：第一批开放的三个溶洞之一。全长800余米的分支型洞穴，有石林叠瀑、雄狮把门、唐僧取经、王母宫、水族宫等48处景观，有一定观赏价值。
- 石龙洞：第一批开放的三个溶洞之一。洞长218米的厅堂式洞穴，因洞内数条天然石龙而得名，其中两条形态真切。洞内有双龟把门、龙王宫、银河相会、云霞岛、龙蛇相斗等景观，观赏价值较好。
- 玄云洞：第二批开放的溶洞。总长300米的通道式分支型洞穴，分上下两层，上下层由一垂直的落水洞相连。洞内钟乳石形态极多，呈现石旗、石带、石幔、石瀑、石葡萄各种样式，且有声音优美的片状钟乳石（石筝）。旅游观赏价值很高。因开发初期保护不善，很多珍贵钟乳石有损毁。
- 其他：“九天洞”、“珊瑚洞”、“灵芝洞”、“神仙洞”等。

- 地方美食：

- 大锅全羊：具有地方特色的历史风俗，在每年农历七月十五到八月十五期间吃全羊。炊具为1米见方的大铁锅，除羊肉之外，羊下水（内脏）也都洗净入锅，羊头、羊蹄烧烤(用以除毛)后入锅，整个制作过程需要3-5个小时。羊血单独制作，羊肉煮熟后带汤盛入盆或大汤盘中，羊血以血豆腐形式在羊肉上方放些许，最上方撒上香菜段，一盘汤白、肉红再配以香菜鲜绿的色香味俱全的“大锅全羊”就可上桌了。一只羊仅余羊皮（历史上送给屠宰员作为酬劳）。大锅全羊营养温补，味道浓郁，是深受本地欢迎的地方名吃。

## 地方轶闻
- 荆山寺
- 义犬救主
- 桑树峪
- 秃尾巴黑龙老李